# Amphiura unicinata
Amphiura unicinata är en ormstjärneart som beskrevs av Jean Baptiste François René Koehler 1904. Amphiura unicinata ingår i släktet Amphiura och familjen trådormstjärnor. Inga underarter finns listade i Catalogue of Life.